# لیزا نیکول کارسون
لیسا نیکول کارسون (انگلیسی: Lisa Nicole Carson؛ زادهٔ ۱۲ ژوئیهٔ ۱۹۶۹) یک هنرپیشه اهل ایالات متحده آمریکا است. وی بین سال‌های ۱۹۹۱ تا ۲۰۱۲ میلادی فعالیت می‌کرد.
از فیلم‌ها یا برنامه‌های تلویزیونی که وی در آن نقش داشته است می‌توان به شیطان در لباس آبی و غزل جیسون اشاره کرد.